# (444) Gyptis
(444) Gyptis est un astéroïde de la ceinture principale découvert par J. Coggia le 31 mars 1899.
Le nom de l’astéroïde est dérivé de l’épouse de Protis, le fondateur légendaire de la ville de Marseille.